# Lège-Cap-Ferret
Lège-Cap-Ferret is een gemeente in het Franse departement Gironde (regio Nouvelle-Aquitaine). De plaats maakt deel uit van het arrondissement Arcachon. Lège-Cap-Ferret telde op 1 januari 2022 8.051 inwoners.

## Geografie
De oppervlakte van Lège-Cap-Ferret bedroeg op 1 januari 2022 93,62 vierkante kilometer; de bevolkingsdichtheid was toen 86 inwoners per km². De gemeente bestaat sinds 1976 door afsplitsing van Le Tech en omvat het volledige schiereiland met dezelfde naam.

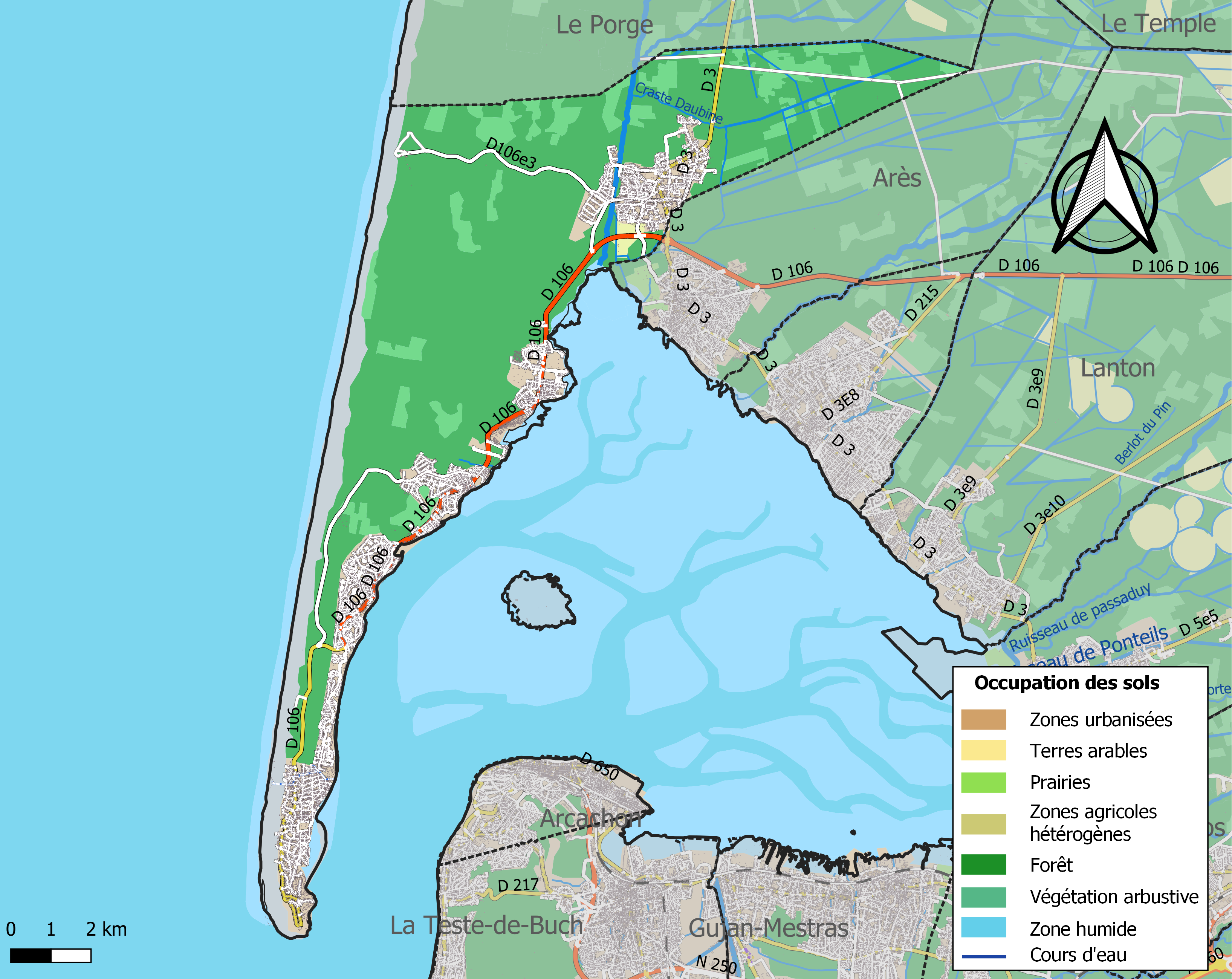
Kaart van de gemeente met belangrijkste infrastructuur, bodemgebruik en omliggende gemeenten

## Demografie
Onderstaande figuur toont het verloop van het inwonertal (bron: INSEE-tellingen).

## Afbeeldingen

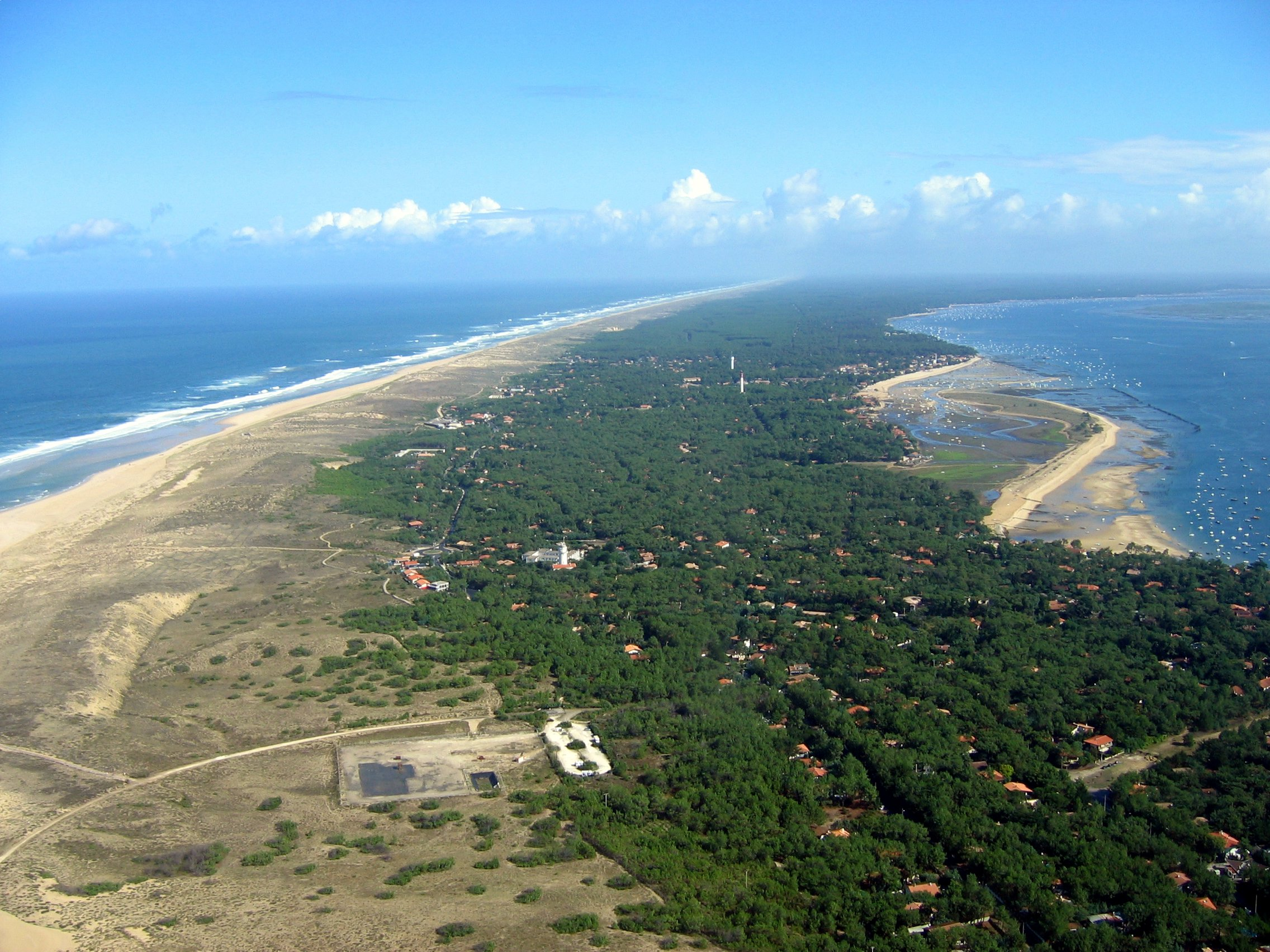
Cap Ferret gezien in noordelijke richting
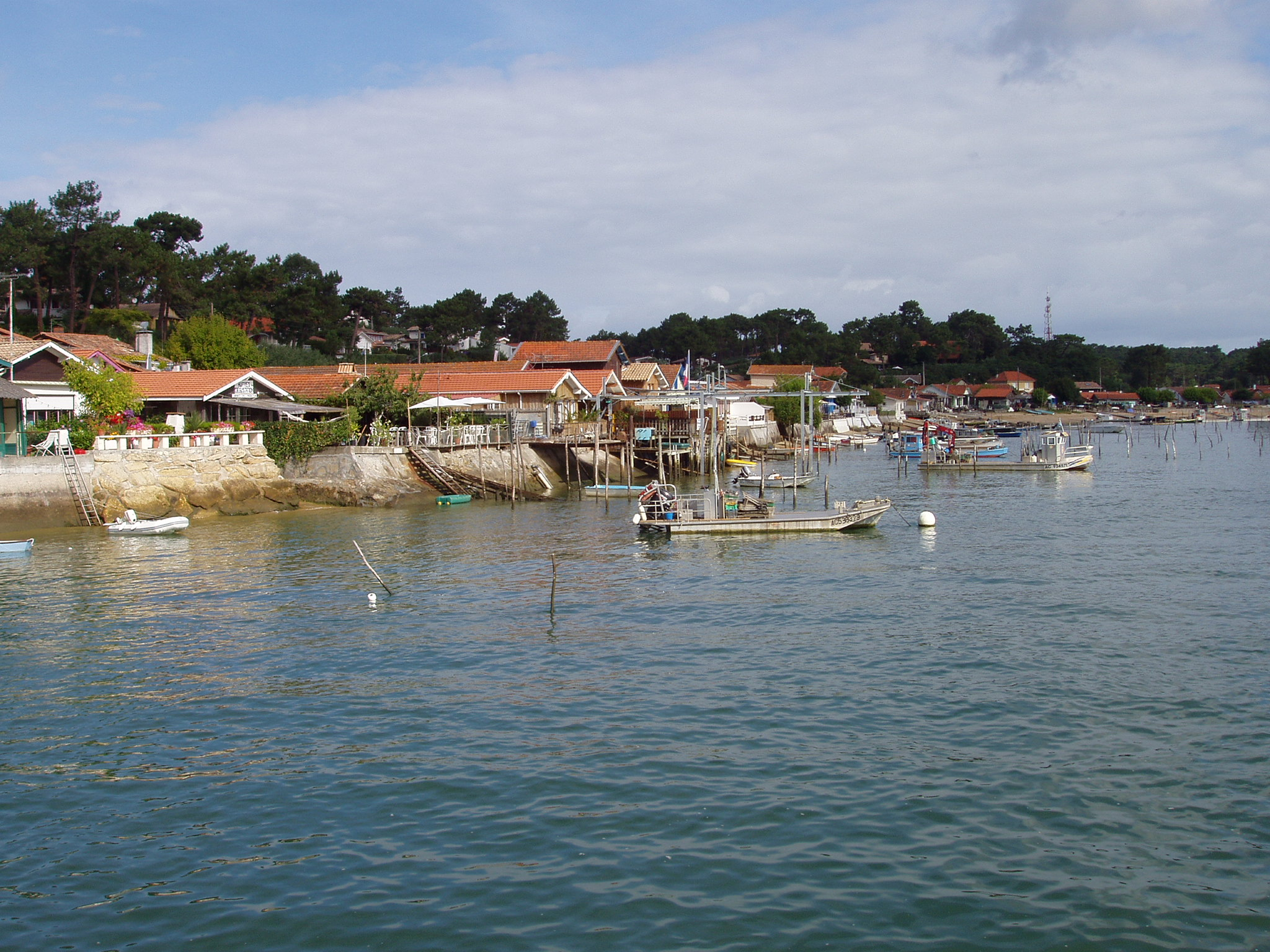
Le Canon
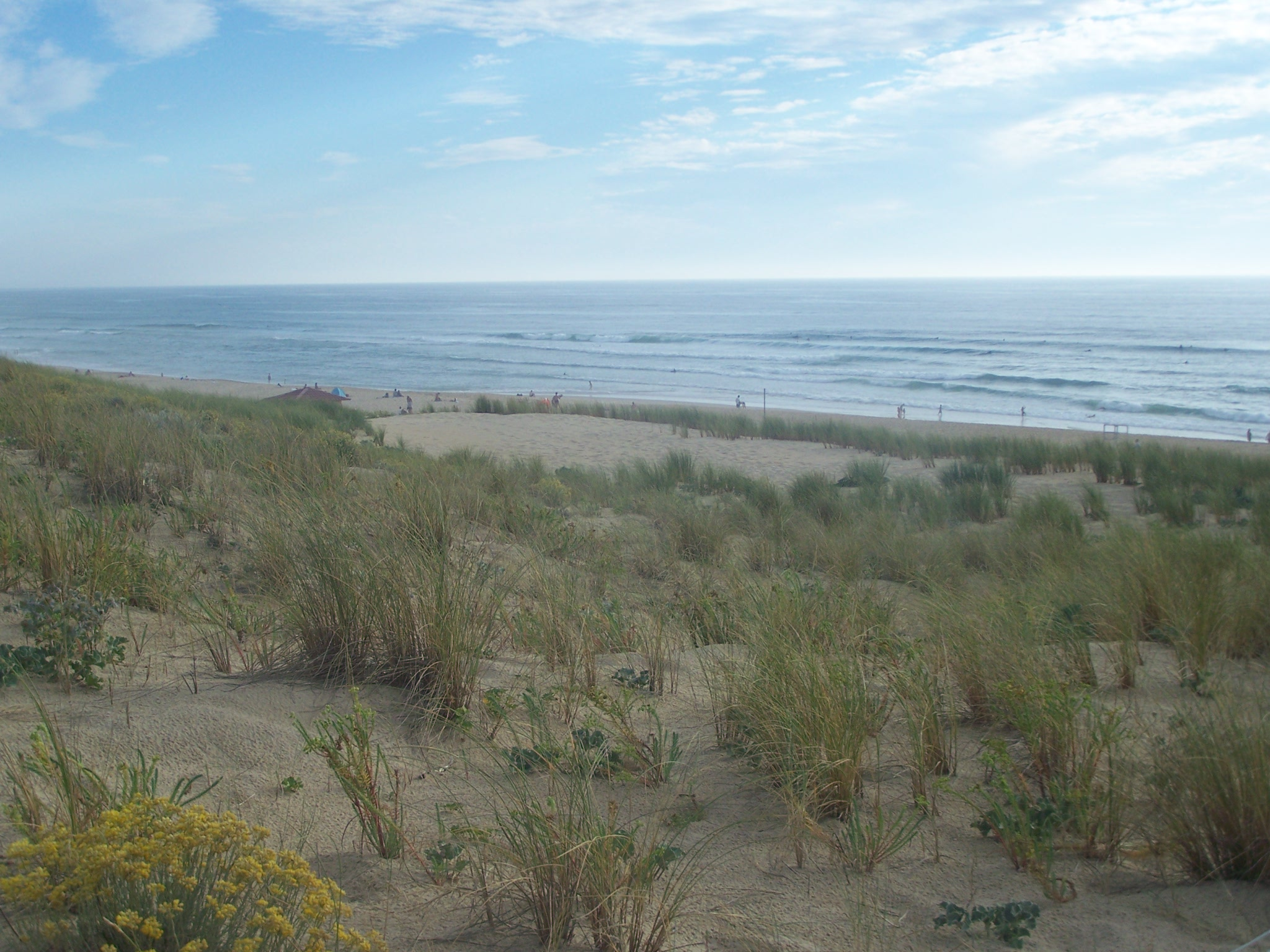
Strand van Le Grand Cohot
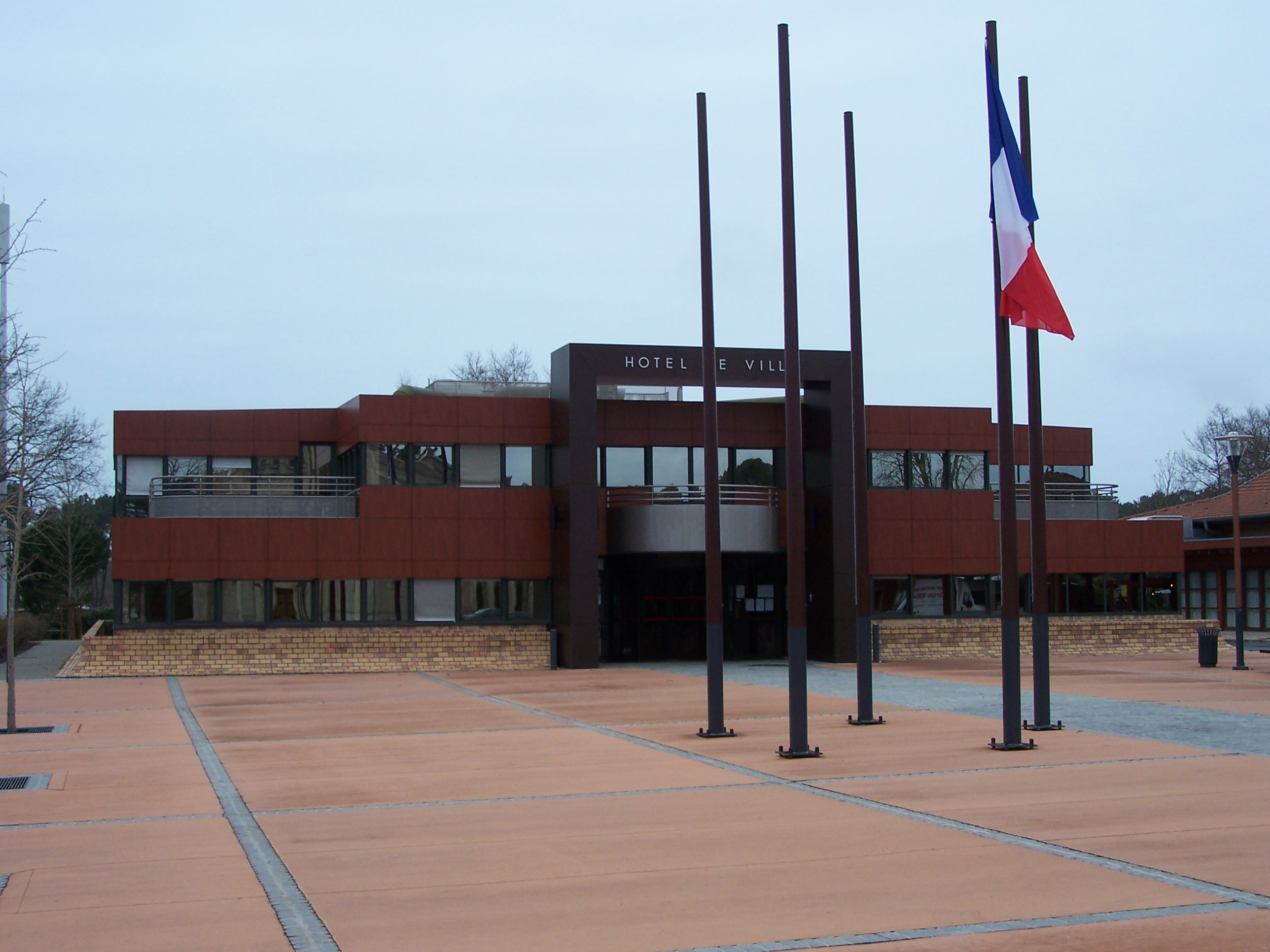
Gemeentehuis